# Acyrusa ciliata
Acyrusa ciliata là một loài bọ cánh cứng trong họ Cerambycidae.